# 勝速日神社
勝速日神社（かつはやひじんじゃ）とは、三重県鈴鹿市白子本町にある神社。

## 概要
主な祭神は、正勝吾勝勝速日天忍穂耳命・天御蔭命・素盞鳴命。
「勝＝Victory」「速＝Speed」「日＝Rising Sun」という、モータースポーツを連想させつつ縁起の良い漢字が並んだ名前の神社である。また鈴鹿の玄関口、近鉄白子駅にほど近いなど「モータースポーツ都市」鈴鹿市にふさわしい神社である。
春季例大祭「屋台行事」で山車や獅子舞が出る。
鈴鹿サーキットのレース開催に合わせて2012年（平成24年）から、鈴鹿8時間耐久ロードレース前に地元チームの壮行会や、F1日本グランプリの際にはレース旗の柄などを描いた絵馬の販売を行っている。そのため、全国のレース好きが観戦時に立ち寄るようになった。

## 歴史
寛永11年（1634年）に紀州藩の別邸や代官所などの開設に伴う「久留真神社」の移転時に対立した氏子の一部が近隣の複数の神社をまとめて創設した。